# Radio Televisyen Malaysia
Radio Televisyen Malaysia, nota anche con l'acronimo RTM, è l'ente radiotelevisivo pubblico della Malaysia. Trasmette dalla capitale Kuala Lumpur in malaysiano.
È membro attivo della Asia-Pacific Broadcasting Union, della quale ospita la sede, e membro associato dell'Unione europea di radiodiffusione.
È rappresentante della Malaysia all'ABU TV Song Festival.

## Storia

### 1921–1946: Nascita della radio e della televisione
La storia dell'emittenza in Malaysia ebbe inizio nel 1921, quando l'elettrotecnico del governo dello Stato dello Johor A.L. Birch portò il primo apparecchio radio nella Malesia britannica. Nel 1923 fondò la Johor Wireless Association e iniziò ad effettuare delle trasmissioni in onde/300 metri. Associazioni del genere furono fondate anche a Penang (Penang Wireless Association) nel 1925 e a Kuala Lumpur (Malayan Wireless Association) nel 1928.
Nel 1930 il signor Earl della Singapore Port Authority iniziò delle trasmissioni ad onde corte ogni due settimane di domenica o di mercoledì. Il tentativo fu emulato dalla Malayan Wireless Association, che trasmetteva da Bukit Petaling, Kuala Lumpur, attraverso onde/325 metri. La Penang Wireless Association guidata da Khoo Sian Ewe lanciò Station ZHJ – la prima stazione radiofonica della Malesia britannica, il 24 agosto 1934, che emetteva il segnale da fuori George Town, Penang.
Il 21 luglio 1935 fu creata la British Malaya Broadcasting Corporation (BMBC), che ottenne una licenza di per trasmettere via radio dall'Impero britannico il 1º giugno 1936. Il 1º marzo 1937 Shenton Thomas inaugurò lo studio e il trasmettitore di BMBC a Caldecott Hill, Singapore.
Nel 1940 BMBC passò sotto il controllo del governo degli Stabilimenti dello Stretto, successivamente nazionalizzata e riorganizzata come Malaya Broadcasting Corporation e posta sotto la supervisione del Dipartimento d'informazione britannico.
Nel 1942, durante la seconda guerra mondiale, l'Esercito imperiale giapponese occupò la Malesia britannica e usò le stazioni radio esistenti a Penang, Malacca, Kuala Lumpur, Seremban e Singapore per trasmettere la propaganda giapponese. Malaya Broadcasting Corporation fu quindi ribattezzata "Syonan Hoso Kyoku" ("Corporazione Radiotelevisiva Luce del Sud"), la controparte locale della Japan Broadcasting Corporation (NHK) ("Nippon Hoso Kyokai"). Contemporaneamente Radio Station a Penang fu rinominata "Penang Hoso Kyoku" ("Corporazione Radiotelevisiva Penang"). Dopo la guerra, il Regno Unito riprese il potere della colonia e, di conseguenza, anche il controllo della stazione radio, tramite il governo ad interim dell'Amministrazione militare britannica della Malesia (BMA).

### 1946–1969: Primi anni: Radio Malaya/Radio Malaysia e Televisyen Malaysia
Il 1º aprile 1946 a Caldecott Hill, Singapore, fu fondata Radio Malaya (o Dipartimento di Radiotelevisione della Malesia). 
Radio Malaya, oltre alla sua sede a Singapore, aveva emittenti in varie città e paesi, come Penang, Kuala Lumpur, Seremban e Malacca, e trasmetteva su cinque stazioni in altrettante lingue – malaysiano, asliano, inglese, cinese e tamil; le ultime tre di queste stazioni nel 1959 divennero note come "Blue Network", "Green Network" e "Red Network", e questi tre marchi venivano usati anche per riferirsi alle stazioni regionali. La loro programmazione, a quei tempi, era in AM o in onde corte o medie.
Il 7 giugno 1954 nelle colonie britanniche del Borneo del Nord (adesso Sabah e Sarawak), fu inaugurata Radio Sarawak, mentre Radio Sabah fu lanciata il 9 novembre 1955, anche se i test erano cominciati nel 1952. Queste due radio offrivano programmi in malaysiano, cinese e inglese, oltre alle lingue native della regione dell'Iban, in Sarawak, e in lingua kadazan nella regione di Sabah.
Con l'indipendenza della Malaysia, il 31 agosto 1957, Radio Malaya fu divisa in 2 stazioni distinte: gli studi originari a Singapore passarono alla nuova stazione Radio Singapura e Radio Malaya si spostò a Kuala Lumpur, al quinto e al sesto piano della Federal House, il 1º gennaio 1959. Il 16 settembre 1963, giorno dell'indipendenza della Malaysia, fu ribattezzata "Radio Malaysia" e inaugurata con le parole emblema ancora oggi Inilah Radio Malaysia ("Questa è Radio Malaysia"): era nata una federazione composta dagli Stati di Malesia, Sabah, Sarawak e Singapore (quest'ultimo rimastovi fino al 1965). Lo stesso giorno Radio Sabah, Radio Sarawak e Radio Singapura divennero parte del network Radio Malaysia come stazioni statali, e quindi rivolte agli ascoltatori di Sabah, Sarawak e Singapore rispettivamente. Il 15 febbraio dello stesso anno fu lanciata la radio internazionale ad onde corte Suara Malaysia, portabandiera di Radio Malaysia, allo scopo di promuovere il Paese all'estero.
Questa nuova stazione radio inizialmente trasmetteva in tre lingue: inglese, cinese mandarino e indonesiano.
La televisione debuttò il 28 dicembre 1963 con il nome di Televisyen Malaysia, in tempo per i festeggiamenti nazionali dell'anno nuovo nella capitale Kuala Lumpur, e con trasmissioni regionali nella Klang Valley, nello Stato del Selangor, i cui primi studi furono posti a Jalan Ampang. L'allora Television Singapura, lanciata il 15 febbraio 1963, solo dieci mesi prima, divenne parte di Televisyen Malaysia a gennaio 1964 come stazione per i telespettatori di Singapore, ruolo che svolse fino al 1965, quando Singapore divenne a sua volta indipendente dalla Malaysia. Durante la sua permanenza nella Federazione, Singapore, come gli altri tre partner – Sabah, Sarawak e Malesia, aveva il proprio network radiofonico, ma era l'unico stato a poter cantare anche un canale televisivo. I diritti dello Stato Federale sulla radio e sulla televisione erano garantiti da alcune clausole presenti nel Malaysia Agreement ("Accordo sulla Malaysia"), che gli permettevano di godere di autonomia in questo campo.
Dopo essere entrata a fare parte di Radio Malaysia, Radio Sabah era stata suddivisa in due network che trasmettevano in due lingue diverse: quello principale in malaysiano e il Blue Network in kadazan, murut, dusun, bajau, inglese e cinese mandarino. Radio Sarawak, dal canto suo, offriva quattro stazioni: il principale in lingua malaysiana, il Blue Network in lingua bidayuh, il Green Network nelle lingue iban e kayan, e il Red Network in inglese, cinese mandarino, bisaya e murut.
L'allora Ministro dell'informazione e dell'emittenza Hamzah Abu Samah rese noto a maggio 1969 che ad agosto la radio e la televisione sarebbero state accorpate e che ne sarebbe nata una nuova azienda pubblica. Ad agosto, però, il ministro comunicò che l'operazione fu posticipata ad ottobre o che sarebbe stata finalizzata a fine anno.

### 1969–2001: Accorpamento ed espansione della radio e della televisione
La radio e la televisione furono accorpate l'11 ottobre 1969, quando fu inaugurata la sede di Angkasapuri. Di conseguenza, furono unite anche le identità di Radio Malaysia e Televisyen Malaysia, dando vita a quella di Radio Televisyen Malaysia (RTM). Un secondo canale televisivo, del quale aveva già parlato l'allora Ministro dell'informazione e dell'emittenza Senu Abdul Rahman, fu aperto il 17 novembre dello stesso anno in contemporanea al cambio di marchio.

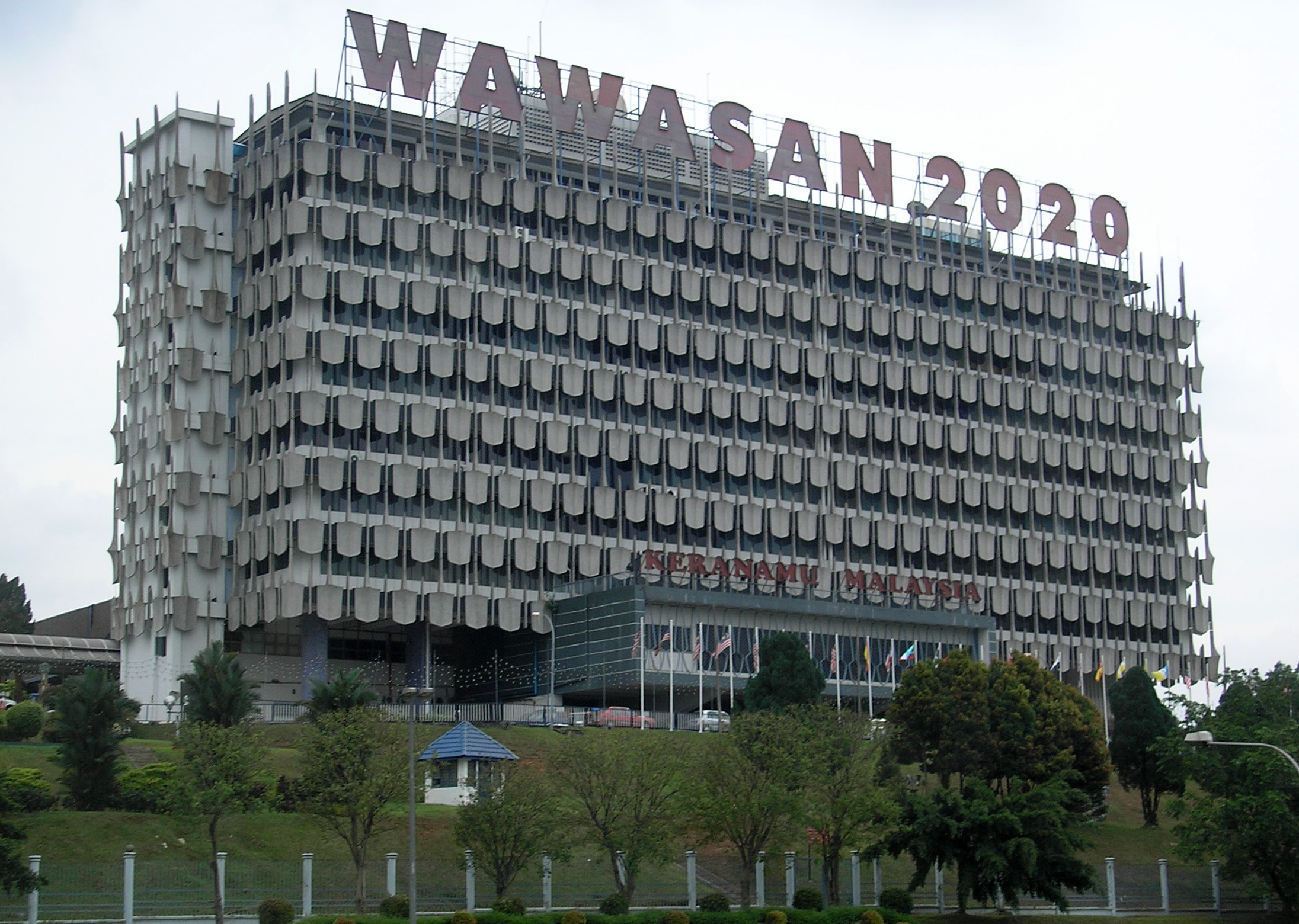
Sede di RTM nella capitale Kuala Lumpur.

Il 19 aprile 1971 l'unità di Radio Malaysia che si occupava dei programmi in lingua malaysiana fu distaccata e resa una stazione radiofonica a sé, con copertura nazionale e un palinsesto 24 ore su 24, venendo ribattezzata, perciò, "Rangkaian Nasional" ("Stazione nazionale").
Radio Malaysia sospese la programmazione per alcuni giorni durante un'alluvione a Kuala Lumpur del 1971.
A marzo 1972 i canali televisivi di RTM, noti come "TV Malaysia", mandarono in onda in prima visione Drama Minggu Ini ("This Week's Drama") - una serie televisiva locale trasmessa una volta la settimana con puntate di 30 minuti, alla quale ne fecero seguito altre, ma con cadenza mensile e della durata di un'ora a episodio.
A dicembre RTM pianificava l'inizio della transizione alla televisione a colori per il 1975 cominciando con i programmi stranieri, e passando ai programmi locali nel 1978, quando la TV a colori sarebbe anche stata estesa a Sabah e Sarawak; nel 1980, per finire, sarebbe passata al colore anche TV2.
Il 5 novembre 1973 RTM lanciò una stazione radio con il nome di "Radio Ibu Kota" ("Radio della capitale"), specificamente per la capitale Kuala Lumpur. Il 20 giugno 1975 nacque la prima stazione radio in formato stereo FM, specializzata principalmente nella musica pop e rivolta inizialmente alla sola zona della Klang Valley. Lo stesso anno l'azienda si fece carico delle operazioni tecniche di Sabah TV, un'emittente televisiva indipendente gestita dal governo dello Stato di Sabah tramite il suo Rangkaian Ketiga ("Terzo network"), collegando anche lo Stato di Sarawak.
Dopo la costruzione di stazioni radiofoniche terrestri a Beserah, Kuantan, Pahang, Kinarut, Papar e Sabah che irradiavano il proprio segnale anche dal satellite (Intelsat III Oceano Indiano, il 30 agosto la copertura di TV1 fu estesa anche agli stati del Borneo di Sabah e Sarawak, appena in tempo per il 18º anniversario della Hari Merdeka, la festa nazionale malaysiana.
Al 31 agosto 1978 Suara Malaysia aveva ampliato il proprio servizio aggiungendovi altre cinque lingue: thailandese (1º gennaio 1972), arabo (1º novembre 1972), tagalog (22 ottobre 1973), e infine birmano e malaysiano. Tutti i servizi venivano trasmessi da Kajang, nello Stato di Selangor, tranne quello in tagalog, trasmesso da Tuaran, Stato di Sabah.
Per accelerare la transizione alla televisione a colori, a metà 1978 RTM aveva iniziato a produrre propri documentari a colori. 
I test di trasmissione a colori ebbero inizio a settembre. I due furgoni per la trasmissioni in esterno, importati dal Regno Unito, arrivarono a metà del mese.
Il 28 dicembre 1978 TV1 fu il primo canale a trasmettere a colori, per ora solo nella Malaysia peninsulare, in occasione del 15º anniversario dell'indipendenza (il segnale fu esteso alla Malaysia Orientale il 31 agosto 1980). Seguì TV2 il 7 maggio 1979 (raggiunse a sua volta la Malaysia Orientale il 31 agosto 1983).
Nel 1979 RTM iniziò a mandare in onda con cadenza mensile dei programmi rivolti ad un pubblico giovanile in diretta e a colori.
Nello stesso anno stava ideando un decentramento della produzione verso i centri regionali di Penang, Kota Bharu, Johor Bahru, Kuching e Kota Kinabalu, puntando a mettere maggiormente in evidenza i problemi specifici della gente in quelle regioni. Ogni centro avrebbe avuto una struttura per le registrazioni, un auditorium e uno studio giornalistico.
A febbraio 1980 RTM introdusse nel proprio statuto una clausola che autorizzava ogni malaysiano ad apparire nella propria pubblicità in base al nuovo codice pubblicitario. A partire dal 15 marzo nella pubblicità veniva inoltre vietata la rappresentazione di bevande alcoliche e di qualsiasi tipo di liquore. A maggio Suara Malaysia estese il proprio segnale ai Paesi dell'Indocina, al Giappone e all'Europa. 
A giugno RTM vietò ai non malaysiani e ai caucasici di apparire anche solo con la voce nella sua pubblicità.
Nel 1981, in base al Quarto Piano della Malaysia, furono stanziati a favore di RTM 120 milioni di rupie malaysiane (RM) al fine di migliorare la qualità dei suoi servizi. 
Questo piano prevedeva anche di incrementare la produzione dei programmi a colori e di decentrare la produzione della fiction dai suoi studi principali utilizzando i palcoscenici della società Filem Negara Malaysia, che sarebbero stati convertiti entro il 1981 ad uso della TV.
A inizio 1982 l'edizione principale del telegiornale in lingua malaysiana, Berita RTM, fu spostata alle ore 21:00, dal lunedì al venerdì.
In quel periodo un sondaggio sulle preferenze dei telespettatori rese noto che i telespettatori dello Stato di Johor preferivano guardare i programmi di intrattenimento di RTM in lingua malaysiana ai suoi programmi d'informazione, che, secondo loro, "mancavano ancora di professionalità". Contemporaneamente, anche i telespettatori malaysiani a Singapore erano soddisfatti dei programmi di intrattenimento di RTM in confronto a quelli offerti da SBC 5 di Singapore in lingua malaysiana.
La pubblicità su RTM a quel tempo era di un massimo di cinque minuti per ora in televisione e di un massimo di sette minuti alla radio e in entrambi i casi solo tra un programma e l'altro.
A metà anno RTM iniziò a consentire ad aziende private di sponsorizzare i film.
Il 18 ottobre adottò un nuovo format per i telegiornali, che assegnava la conduzione a due giornalisti invece di uno in tutte le lingue.
Nel 1983 l'azienda ebbe dei problemi nell'acquisizione dei vecchi film in malaysiano dalla Cathay Organisation e dalla Malay Film Productions a causa dei "costi proibitivi".
Finora RTM aveva permesso un solo sponsor all'interno di ciascuno dei suoi programmi, ma dal 1984 decise di consentire sponsor multipli.
La testata giornalistica fu riorganizzata e, allo scopo di accrescere la professionalità dello staff, si cominciarono ad organizzare corsi di giornalismo negli Stati Uniti.
Nel 1985 la rete televisiva Rangkaian Ketiga cessò le proprie trasmissioni.
A quella data RTM, interessandosi ad una nicchia specifica di telespettatori, proponeva l'opera.
Il lunedì sera conobbe il suo debutto Drama Swasta, una finestra di serie televisive realizzate per RTM da case di produzione private: lo scopo era quello di ravvivare l'allora sofferente industria cinematografica nazionale.
Da uno studio sull'audience condotto dall'istituto di ricerca Survey Research Malaysia a settembre e ottobre 1985, risultava che alcuni programmi di intrattenimento di RTM si classificavano tra primi dieci più posti. Questo grazie agli orari privilegiati in cui venivano proposti, cioè quando buona parte della popolazione era a casa. In particolare, la finestra dedicata ai film malaysiani risultava al primo posto con 3.754.000 spettatori. Gli spettatori complessivi dei canali televisivi di RTM si attestava a 4.197.000 a settembre e a 4.563.000 ad ottobre.
A fine anno ci si preparava alle prime trasmissioni radiofoniche in FM mono nello Stato di Sabah.
Il debutto di TV3, la prima rete televisiva privata del Paese, aveva causato a RTM una perdita in introiti pubblicitari di RM 5.000.000 nel 1984 e di RM 11.000.000 nel 1985. Per fare meglio fronte alla concorrenza nel 1986 valutava la possibilità di privatizzare la divisione pubblicitaria, ma il Ministro dell'informazione infine assegnò la gestione della pubblicità ad una specifica agenzia statale.
Ad agosto l'azienda investì RM 4.500.000 in attrezzature satellitari, contemplate dall'emendamento al Broadcast Act. Fino ad allora RTM si era avvalsa delle strutture di Telekom Malaysia, che le comportavano RM 1.700.000 all'anno in affitto. 
La diffusione del segnale satellitare permetteva di completare la copertura del Paese, che per via terrestre nel 1986 era servito solo al 65%.
A metà 1987 l'informazione subì un rinnovamento grazie il debutto di telegiornali nazionali e internazionali. A livello statale, invece, fu lanciato Berita Wilayah, con l'ausilio di aggiornamenti forniti dagli studi regionali 7 giorni su 7.
Il 14 giugno l'azienda adottò delle politiche di risparmio riducendo leggermente le ore di trasmissione dei canali televisivi, in particolar modo rimuovendo la finestra di film nella fascia di mezzanotte, che le permise di ridurre le spese di circa RM 2.000.000 in un anno. Per lo stesso motivo a dicembre le serie televisive nazionali cominciarono ad essere prodotte su videocassetta invece che su film.
Nel corso dell'anno, inoltre, fu potenziato il segnale in onde corte di Suara Malaysia.
Secondo un'indagine durante tutto il 1987 si erano sintonizzati sui canali di RTM oltre 200 milioni di persone nei Paesi Asean.
Nel 1988, rendendosi conto che SBC 8 di Singapore era riuscita tramite il segnale del proprio servizio in lingua tamil a portare la fiction tamil in Malaysia, in risposta l'azienda iniziò a produrre proprie serie televisive in tamil e a mandarle in onda sulla seconda rete, nonostante per il momento mancassero di inserzionisti e sponsor.
Per il potenziamento della radio in FM stereo furono spese RM 12.000.000, sulla nel prossimo futuro si prevedeva anche di trasmettere in ulteriori lingue.
L'11 settembre andò in onda Sport Aid 1988, che era una maratona mondiale di 24 ore con inizio alle 7:00, e il concerto di beneficenza First World Carnival a mezzanotte. RTM dette il suo contributo fornendo 15 minuti di concerto e 7 minuti di materiale legato alla maratona attraverso un collegamento satellitare con Londra.
Nello stesso periodo andarono in onda anche le Olimpiadi estive del 1988 su entrambi i canali nazionali (TV2 il mattino e il pomeriggio fino alle 17:30 e TV1 gli eventi principali alle 19:00 e le differite serali alle 20:30).
Il 17 dicembre fu aperto il complesso terra-satellite di Angkasapuri, che era costato di RM 3.000.000. e che per RTM segnava l'entrata nelle trasmissioni direttamente da satellite.
Ad aprile 1989 il governo approvò un progetto per migliorare l'irradiazione del segnale sia televisivo che radio affidandolo alla società Transponder Services Sdn Bhd. Il progetto, che era costato RM 50.000.000 e che doveva essere realizzato in fasi partendo dall'anno successivo, prevedeva l'installazione di antenne paraboliche.
A fine decennio risultava che i ricavi fossero stati di RM 57.000.000 nel 1987, di RM 60.000.000 nel 1988 e di RM 140.000.000 nel 1989, ai quali aveva contribuito la gestione per conto terzi delle vendite degli spazi pubblicitari, affidata alla società GT Consultants.
A gennaio 1990 Radio 4, Radio 5 e Radio 6 estesero il proprio palinsesto da dieci a diciotto ore quotidiane.
RTM trovò, inoltre, un accordo per diventare un referente nell'ambito dell'informazione per la CNN, su One World Channel.
A questa data i canali TV di RTM erano ricevibili, grazie al satellite Palapa, nei Paesi del Sudest asiatico, in Indonesia, in Papua Nuova Guinea e in Australia.
Per quanto riguarda il personale, riscontrava problemi nel trovare professionisti con una buona conoscenza del cinese mandarino, che erano necessari a Radio 5 e TV2, dovendo ricorrere perciò anche a dei dipendenti part time.
Gli stati peninsulari furono dotati di stazioni radiofoniche all'inizio degli anni novanta; l'ultimo fu quello di Perlis, il 1º giugno 1991. In Malaysia orientale la stazione territoriale di Labuan, invece, aveva preceduto le altre, perché era stata fondata il 31 agosto 1986.
Il fatturato lordo dei ricavati della pubblicità dell'anno 1991 era di circa RM 200.000.000, dato che rendeva l'azienda potenzialmente autosufficiente rispetto ai finanziamenti governativi.
Nel 1991 RTM introdusse un nuovo servizio chiamato "Subscription News Service" (SNS), che consisteva in erogazione di informazione e intrattenimento extra.
Il 29 dicembre, in base al piano di espansione per Radio 3, il Ministero dell'informazione attivò una stazione radio mobile, alla quale se ne sarebbero aggiungere altre in seguito.
Nel 1992 i programmi di produzione nazionale su TV1 costituivano l'80% del totale e quelli su TV2 il 35%. Il primo canale aveva raggiunto in anticipo l'obiettivo prefissato dal Governo, cioè di raggiungere questa percentuale entro l'anno 2000.
A luglio RTM rese noto che avrebbe introdotto nuovi format sui suoi canali televisivi, inclusi quelli dei telespettatori, per venire incontro al gusto dei telespettatori.
A fine anno le cinque stazioni radio di RTM iniziarono a trasmettere in FM, tentando di evitare che i malaysiani che vivevano nelle zone di confine ascoltassero le radio dei Paesi limitrofi. 
In quella occasione anche i trasmettitori furono sostituiti.
Il 1º dicembre l'azienda effettuò un importante rimpasto dei suoi alti funzionari in vista della sua conversione a ente pubblico non governativo.
A inizio 1993 fecero la loro comparsa su entrambe le reti TV le prime finestre orarie di programmazione,  che andavano inizialmente dalle 19:00 alle 22:00 e che furono presto estese alle 23:30.
In contemporanea RTM rese noto che la pubblicità su radio e TV l'anno precedente aveva generato ricavi per RM 257.400.000 complessive e stabilì che da quel momento in poi avrebbe dato la precedenza ai programmi nazionali rispetto a quelli importati o internazionali.
Al 1993 il servizio per l'estero Suara Malaysia trasmetteva in malaysiano, inglese, indonesiano, thailandese, birmano, tagalog, cinese mandarino e arabo.
A metà aprile RTM ristrutturò e riorganizzò tutti i propri palinsesti, adottando per tutte le stazioni radio il sistema numerato: Radio 1 (generalista in malaysiano), Radio 2 (musica), Radio 3 (servizi locali) con il format di Radio 3/Radio Malaysia seguito dal nome del luogo, Radio 4 (generalista in inglese), Radio 5 (generalista in cinese), Radio 6 (generalista in tamil), Radio 7 (generalista in aslian).
Contemporaneamente trovò un accordo con l'azienda televisiva francese Canal France International (CFI) per estendere la loro collaborazione a livello internazionale.
A maggio RTM, nonostante si attenesse già al principio di non trasmettere film a contenuto sessuale o violento, decise di adottare politiche più severe, che dessero la precedenza a film che promuovessero esplicitamente i valori morali dell'Islam e della società malaysiana. Per questo stesso motivo ridusse la quantità di musica rock e rap, etichettando questi generi come "cultura di strada".
In quell'anno si stava occupando, inoltre, del progetto Highway Radio con l'azienda privata Time Engineering. Insieme stavano preparando anche Radio Tourism, una stazione temporanea sita a Langkawi, che sarebbe stata lanciata a novembre per il Visit Malaysia Year 1994, in parallelo ad una radio di scienza e tecnologia che si sarebbe chiamata "Radio Teknologi".
Dal 1972 TV1 aveva condiviso le frequenze con TV Pendidikan, un canale nazionale a carattere didattico, che occupava le fasce orarie diurne. 
Il 1º marzo 1994 quelle fasce orarie furono riempite direttamente dal palinsesto di TV1, obbligando TV Pendidikan a traslocare sulle frequenze di TV2, dove rimase fino al 1999.
A marzo 1994 RTM strinse una collaborazione con il conglomerato del petrolio e del gas Petronas per la realizzazione di un programma radiofonico speciale intitolato Memandu Bersama Petronas ("Guidando con Petronas"), che andò in onda su quattro stazioni in contemporanea, che forniva agli ascoltatori consigli e promemoria sulla sicurezza stradale.
A maggio cessò le trasmissioni del notiziario di BBC World Service, perché la BBC pretendeva che la TV malaysiana mandasse in onda i programmi che le forniva senza i tagli che spesso venivano loro fatti e la TV di stato rifiutò di piegarsi a questa richiesta. Piuttosto, quest'ultima si risolse cercare altri partner che le garantissero una copertura dell'informazione 24 ore su 24. Tra questi si annoveravano la CNN e ABU.
A luglio l'accordo con la CNN fu dunque rinnovato per altri tre anni, permettendo all'azienda di sfruttare il materiale non adoperato per i programmi locali.
A novembre RTM fu incaricata dal Ministero dell'informazione di creare un'Unità di rilevamento televisivo allo scopo di supervisionare tutti i contenuti della televisione satellitare asiatica in circolazione, e fine anno introdusse all'interno del telegiornale il linguaggio dei segni, al quale aveva dovuto rinunciare nel 1990 "per mancanza di personale qualificato".
Il 27 dicembre fu anche lanciato il sito RTMNet, che rese RTM la prima radiotelevisione in Asia a trasmettere in streaming attraverso sei stazioni radio.
Ad agosto 1996 RTM iniziò a trasmettere dalla Kuala Lumpur Tower.
Il 25 ottobre fu la prima società radiotelevisiva asiatica a pubblicare il proprio bilancio su internet, in collaborazione con l'azienda di informatica MCSB Systems.
A dicembre acquistò il 60% dei programmi dalle case di produzione Bumiputera, che erano registrate al Dipartimento del tesoro federale, operazione che fu accolta con entusiasmo dai produttori cinematografici locali.
A marzo 1997 RTM era in trattative con diverse società private per rendere fruibili TV1 e TV2 sul suo sito web ufficiale.
L'azienda desiderava da tempo aprire una stazione radio interamente dedicata all'informazione usando le frequenze di Radio 7. Il progetto fu ultimato il 25 dicembre, quando fu inaugurata Radio Penerangan, che all'inizio copriva solo la zona della Klang Valley. Tra le altre stazioni in programma a breve figuravano Radio Konsumer, rivolta ai consumatori, Radio Wanita, rivolta alle donne, e una stazione per i turisti a Langkawi.
Nel 1997, per migliorare i propri servizi, l'azienda si avvalse della perizia tecnica e di produzione di TVNZ, la televisione di stato neozelandese.
Ad agosto 1997 su Suara Malaysia furono aggiunti il servizio islamico internazionale chiamato "Suara Islam", nonché le trasmissioni in inglese e in malaysiano.
A dicembre, a causa della crisi finanziaria in corso in Asia, aveva applicato delle politiche di riduzione delle spese per i programmi del 20%.
Nel 1998 collaborò con la Malaysia Crime Prevention Foundation (MCPF) per la realizzazione di una campagna televisiva per la prevenzione del crimine.
L'11 marzo esordì Radio Irama Melayu Asli (RiMA), precursore dell'attuale Radio Klasik, canale 24 ore su 24 dedicato alla musica tradizionale malaysiana.
A febbraio 2000 RTM vietò l'uso della lingua bahasa rojak sia alla radio che in TV, un miscuglio tra malaysiano e inglese, dopo che il Ministero dell'informazione aveva espresso la sua preoccupazione che il suo uso diffuso potesse sovrastare il bahasa malaysia come lingua ufficiale del Paese. 
La decisione ottenne un riscontro positivo da molte direzioni.
Ad ottobre l'azienda firmò un memorandum d'intesa (MoU) con l'azienda radiotelevisiva giapponese Fuji Television per lo scambio di programmi TV e notizie.
A gennaio 2001 RTM rese noto che avrebbe ridotto le ore di intrattenimento da 50 a 42, mentre quelle dedicate ai programmi sull'Islam - autoprodotte o d'importazione - sarebbero passate da 42 a 50.

### 2001–presente: Riorganizzazione e passaggio alla tecnologia digitale
Nel 2001 RTM avviò una progressiva riorganizzazione di tutte le componenti dell'azienda partendo dai suoi servizi, che proseguì per fasi per alcuni anni.
I primi rinnovamenti toccarono a TV1 e TV2, la realizzazione della cui programmazione fu devoluta ad una rete di 54 case di produzione.
Nel 2002 furono lanciati altri due canali, dal momento che quelli esistenti non risultavano più sufficienti. Uno dei due, Sukan RTM, era dedicato agli sport e alle attività ricreative.
A fine dello stesso anno furono realizzati programmi dedicati all'apprendimento dell'inglese, seconda lingua ufficiale del Paese.
Ad aprile 2004 furono stanziati dal Governo RM 385.000.000 e lo staff fu ampliato di 1.659 unità alla scopo di migliorare la qualità generale dei servizi.
A giugno toccò alla parte tecnica, le cui operazioni furono rese più veloci, precise e dinamiche.
A febbraio 2005 l'azienda firmò un memorandum d'intesa con MiTV Corporation, in base al quale quest'ultima avrebbe ospitato i programmi di RTM sulla sua piattaforma.
Il 1º aprile successivo le stazioni radio di RTM furono sottoposte ad un cambio di logo e di nome.
Radio 1 (malaysiano) divenne "Nasional FM", Radio 2 (musica) fu rinominata "Muzik FM", la maggior parte delle stazioni di Radio 3 (servizio locale) adottarono nomi basati sul luogo di copertura in malaysiano seguiti dalla sigla "FM", Radio 4 (inglese) divento "Traxx FM", Radio 5 (cinese) diventò Ai FM, Radio 6 (tamil) fu trasformata in Minnal FM, Radio 7 (aslian) cambiò in "Asyik FM" e Original Malay Melody Radio fu ribattezzata "Klasik FM".
A giugno 2005 fu vietata la pubblicità dai contenuti sessualmente espliciti e quella che faceva riferimento alla cultura occidentale invece che ai valori tradizionali dell'Islam e della Malaysia.
Il 26 gennaio 2006 fu trovato un accordo che garantiva a RTM assistenza tecnica per tre anni da parte di Telekom Malaysia dietro un compenso di RM 150.000.000.
Il 12 agosto Nasional FM fu accorpata a Klasik FM dando vita a Klasik Nasional FM, una radio che amalgamava musica classica malaysiana insieme e programmi generici 24 ore al giorno.
La fusione, però, sopravvisse solo cinque anni, visto che gli ascolti calarono in favore sia di altre emittenti del gruppo che di concorrenti private come Hot FM, Sinar FM e Era FM, nonché dell'esordiente Radio24, che aveva occupato le frequenze della vecchia Klasik FM. Pertanto, il 4 gennaio 2012
Klasik Nasional fu scorporata ripristinando la vecchia Nasional FM sulla quale mandare in onda i programmi generici e accendendo Radio Klasik per la parte musicale. A causa della diminuzione di efficacia del servizio in onde corte nel corso del tempo, dovuta all'evoluzione delle tecnologie e alle nuove abitudini di fruizione dei media, il 31 agosto 2011 Suara Malaysia fu chiusa (i servizi in arabo, birmano e thailandese erano già cessati il 1º maggio 2009 per lo stesso motivo).
Nel 2007 RTM otteneva in media un 17% di share, dopo Media Prima (54%) e Astro (29%).
A dicembre 2008 RTM cominciò ad allestire un nuovo canale dedicato alle trasmissioni in diretta delle sedute del Parlamento, RTM Parlimen. Successivamente, RTM lanciò l'Unità Disastri per raccogliere e trasmettere e news reports relativi ai disastri sia per radio che per televisione.
Nel 2010 RTM stava contrattando con Media Prima una collaborazione in diverse aree, tra cui giornalismo e produzione.
TV1 aveva trasmesso di notte molte volte dall'inizio degli anni novanta, ma i programmi 24 ore su 24 tutti i giorni della settimana non cominciarono fino al 2003, venendo poi sospesi e ripristinati nel 2006 su TV2 e nel 2012 su TV1.
Nel 2014 l'azienda iniziò una collaborazione anche con la New Straits Times Press (NSTP) per la condivisione di idee e competenze nel settore dei mass media ad ampio raggio.
Il 21 marzo 2018 nacque TV Okey, un canale interamente dedicato ai programmi per bambini e a quelli didattici.
Il 1º aprile 2019 fu lanciata Conty News, una visual radio.
Il 25 giugno 2020, invece, il gruppo si dotò di una rete totalmente di informazione e approfondimento, Berita RTM, che era in cantiere da lungo tempo.
Il 1º aprile 2021 fu la volta di Sukan RTM, una rete monotematica di sport e attività ricreative.
Il 30 aprile 2022 il servizio di Suara Malaysia in tagalog cessò di trasmettere dopo quasi 50 anni di attività.
A novembre 2023, durante il 6º meeting della commissione congiunta India-Malaysia a Nuova Delhi, India, RTM firmò un memorandum d'intesa con l'ente radiotelevisivo pubblico indiano Prasar Bharati.
Il 25 maggio 2024 RTM e l'operatore televisivo satellitare Astro collaborarono per un'iniziativa a sostegno dello Stato di Palestina lanciando Malaysia4Palestine, uno speciale canale dedicato a portare all'attenzione del pubblico la crisi umanitaria in Palestina a causa della guerra in corso Israele-Hamas. A questa iniziativa parteciparono anche gli artisti Siti Nurhaliza, M. Nasir, Syafinaz Selamat, Alif Satar, Soo Wincci, Sarimah Ibrahim, Aznil Nawawi e Wani Kayrie.
Al fine di rendere l'azienda più indipendente dal potere politico, dal 1983 in poi più volte fu proposto di trasformarla in un ente non governativo. Nel 1990 furono anche condotti degli studi da parte di agenzie terze per valutare addirittura l'opportunità di privatizzarla, magari rendendola in un primo momento un ente pubblico non governativo e successivamente una società privata.
Ogni volta, però, il progetto era stato accantonato lasciando, di fatto, che la radiotelevisione di Stato rimanesse di tipo governativo.

## Programmi

### Programmi di punta
- Selamat Pagi Malaysia ("Buongiorno Malaysia") – contenitore mattutino lanciato il 1º aprile 1985. Oltre al talk show propone servizi in diretta sugli eventi principali nel Paese e previsioni del tempo del Dipartimento meteorologico malaysiano.[151]
- Panorama – rubrica-documentario di viaggi in onda dal 7 gennaio 2002, che propone uno o due servizi per puntata. Tra gli argomenti trattati vi sono ambiente, scienza, tecnologia, biologia, art, cultura e questioni umanitarie.[152]

## Servizi

### Televisione
RTM gestisce 6 canali televisivi nazionali. TV1 e TV2 trasmettono pubblicità, mentre gli altri canali no. I primi due canali sono disponibili anche in IPTV.
| Nome       | Sede         | Тipo                                                                      | Lancio | Lingua                                                                             |
| ---------- | ------------ | ------------------------------------------------------------------------- | ------ | ---------------------------------------------------------------------------------- |
| TV1        | Kuala Lumpur | generalista                                                               | 1963   | malaysiano, inglese                                                                |
| TV2        | Kuala Lumpur | generalista                                                               | 1969   | malaysiano, inglese, cinese mandarino, tamil, hindi, coreano, turco                |
| TV Okey    | Kuala Lumpur | informazione, cultura, intrattenimento, programmi didattici e per bambini | 2018   | malaysiano, inglese, cinese mandarino, tamil, punjabi, bajau, dusun, kadazan, iban |
| Berita RTM | Kuala Lumpur | informazione                                                              | 2020   | malaysiano, inglese, cinese mandarino, tamil, bajau, dusun, kadazan, iban          |
| Sukan RTM  | Kuala Lumpur | sport                                                                     | 2021   | malaysiano e inglese                                                               |
| TV6        | Kuala Lumpur | cinema, intrattenimento, varietà e serie televisive d'archivio            |        | malaysiano                                                                         |

### Radio
RTM gestisce 34 stazioni radiofoniche FM (6 nazionali e 28 locali), conosciute come "Radio RTM" o "Radio Malaysia".

#### Nazionale
| Nome         | Sede         | Тipo        | Lancio | Lingua                                                                           |
| ------------ | ------------ | ----------- | ------ | -------------------------------------------------------------------------------- |
| Nasional FM  | Kuala Lumpur | generalista | 1946   | malaysiano                                                                       |
| TraXX FM     | Kuala Lumpur | generalista |        | inglese                                                                          |
| Ai FM        | Kuala Lumpur | generalista |        | cinese mandarino, cinese cantonese, cinese hokkien, cinese teochew, cinese hakka |
| Minnal FM    | Kuala Lumpur | generalista |        | tamil                                                                            |
| Radio Klasik | Kuala Lumpur | generalista |        | malaysiano                                                                       |
| Asyik FM     | Kuala Lumpur | generalista |        | malaysiano e aslian (semai, jakun, temiar e temuan)                              |

#### Regionale
| Nome          | Sede         | Тipo        | Lancio | Lingua                                                                |
| ------------- | ------------ | ----------- | ------ | --------------------------------------------------------------------- |
| Perlis FM     | Perlis       | generalista | 1991   | malaysiano                                                            |
| Kedah FM      | Kedah        | generalista |        | malaysiano                                                            |
| Mutiara FM    | Mutiara      | generalista |        | malaysiano                                                            |
| Perak FM      | Perak        | generalista |        | malaysiano                                                            |
| Kelantan FM   | Kelantan     | generalista |        | malaysiano                                                            |
| Terengganu FM | Terengganu   | generalista |        | malaysiano                                                            |
| Pahang FM     | Pahang       | generalista |        | malaysiano                                                            |
| Selangor FM   | Selangor     | generalista |        | malaysiano                                                            |
| KL FM         | Kuala Lumpur | generalista |        | malaysiano                                                            |
| Negeri FM     | Negeri       | generalista |        | malaysiano                                                            |
| Melaka FM     | Melaka       | generalista |        | malaysiano                                                            |
| Johor FM      | Johor        | generalista |        | malaysiano                                                            |
| Sarawak FM    | Sarawak      | generalista | 1954   | malaysiano e melanau                                                  |
| Red FM        | Red          | generalista |        | inglese e cinese mandarino, cinese fuzhounese, cinese hakka           |
| Labuan FM     | Labuan       | generalista | 1986   | malaysiano                                                            |
| Sabah FM      | Sabah        | generalista | 1955   | malaysiano                                                            |
| Sabah V FM    | Sabah        | generalista |        | inglese, kadazan, cinese mandarino, cinese hakka, dusun, bajau, murut |

#### Locale
| Nome           | Sede    | Тipo        | Lancio | Lingua                                            |
| -------------- | ------- | ----------- | ------ | ------------------------------------------------- |
| Langkawi FM    | Kedah   | generalista |        | malaysiano                                        |
| Wai FM Iban    | Sarawak | generalista |        | iban                                              |
| Wai FM Bidayuh | Sarawak | generalista |        | bidayuh, kayan, kenyah                            |
| Sri Aman FM    | Sarawak | generalista |        | malaysiano                                        |
| Sibu FM        | Sarawak | generalista |        | malaysiano, cinese mandarino, iban                |
| Bintulu FM     | Sarawak | generalista |        | malaysiano                                        |
| Miri FM        | Sarawak | generalista |        | malaysiano, cinese mandarino, iban, kayan, kenyah |
| Limbang FM     | Sarawak | generalista |        | malaysiano, bisaya, lun bawang                    |
| Keningau FM    | Sabah   | generalista |        | malaysiano, murut, dusun                          |
| Sandakan FM    | Sabah   | generalista |        | malaysiano                                        |
| Tawau FM       | Sabah   | generalista |        | malaysiano                                        |

### Piattaforme digitali
RTM Klik (in passato "MyKlik" e "RTM Mobile"), lanciato il 18 aprile 2012, è il servizio OTT di RTM. È utilizzabile su apparecchi di vario tipo come computer, tablet e smartphone. 
Il relativo sito web permette la visione di tutti i canali televisivi e di tutte le stazioni radio di RTM, del canale online RTM Parlimen e l'ascolto di podcast audio.
RTM Parlimen, lanciato il 1º luglio 2013, trasmette le sedute del Parlamento.

## Loghi
Dall'accorpamento di Radio Malaysia e Televisyen Malaysia in RTM nel 1969, l'azienda adottò come logo il nome "RTM" stilizzato in lettere minuscole, mantenendolo fino ad oggi. Nel corso del tempo , però, è stato ridisegnato varie volte, fino a quello recente del 2021, per un totale di 5 diversi loghi.

Logo di Radio Malaya e di Radio Malaysia usato dal 1957 al 1969.
Logo di Televisyen Malaysia usato dal 1963 al 1969.
Primo logo di RTM, usato dal 1969 al 1978.
Secondo logo di RTM, usato dal 1978 al 1987.
Terzo logo di RTM, usato dal 1987 al 2004.
Quarto logo di RTM, usato dal 2004 al 2021.
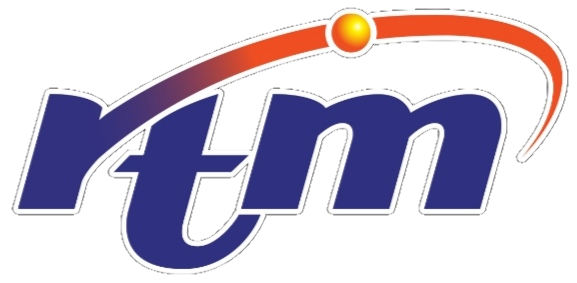
Quinto logo di RTM, in uso dal 2021.

## Ricezione

### Terrestre
La televisione di RTM trasmette in standard DVB-T HD. La radio trasmette in AM e in FM.

### Satellite[158]
| Satellite          | LaoSat 1 | AsiaSat 9 | Measat 3d | Measat 3b | ABS 2   |
| Posizione orbitale | 128.5° E | 122.0° E  | 91.5° E   | 91.5° E   | 75.0° E |
| Canali             | RTM      | RTM       | RTM       | RTM       | RTM     |
| Frequenza          | 10790 H  | 11490 V   | 3880 V    | 10772 V   | 3871 H  |
| SR                 | 45000    | 45000     | 12400     | 30000     | 51430   |
| FEC                | 3/4      | 5/6       | 2/3       | 5/6       | 3/5     |
| Modulazione        | 8PSK     | QPSK      | 8PSK      | 8PSK      | 16APSK  |

### Streaming
RTM in streaming

## Organizzazione
RTM è un organismo sotto diretto controllo governativo tramite il Ministero delle comunicazioni e del digitale, finanziato fino al 1999 dal canone televisivo.
Le attività di RTM sono supervisionate dal direttore generale delle trasmissioni in base al codice etico aziendale.

### Sede e filiali
| Nome                                                                   | Sede                          | Lancio           | Servizi |
| ---------------------------------------------------------------------- | ----------------------------- | ---------------- | --- |
| Angkasapuri                                                            | Kuala Lumpur (Selangor)       | 16 agosto 1990   | Sede principale di RTM, della Asia-Pacific Broadcasting Union (ABU), del Tun Abdul Razak Institute for Broadcasting and Information (IPPTAR) e del Selangor State Broadcasting Department (RTM Selangor): radio, televisione testata giornalistica e principali studi di produzione televisivi. |
| Complesso radiotelevisivo di Tuanku Syed Putra                         | Kangar (Perlis)               | 1º giugno 1991   | Perlis FM. |
| Complesso di informazione e radiotelevisivo Sultan Abdul Halim         | Alor Setar (Kedah)            | 31 agosto 1979   | Kedah FM, sede principale dello Stato di Kedah. |
| Palazzo Kuah Tabung Haji                                               | Langkawi (Kedah)              | 1º novembre 1993 | Langkawi FM. |
| Dipartimento radiotelevisivo di Penang State                           | George Town (Penang)          | 1º aprile 1946   | Mutiara FM. |
| Complesso Sultan Nazrin Muizzuddin Shah                                | Ipoh (Perak)                  | 13 maggio 1967   | Perak FM. |
| Dipartimento radiotelevisivo dello Stato di Kelantan                   | Kota Bharu (Kelantan)         | 16 novembre 1963 | Kelantan FM. |
| Dipartimento radiotelevisivo dello Stato di Terengganu                 | Kuala Terengganu (Terengganu) | 1º marzo 1973    | Terengganu FM. |
| Complesso radiotelevisivo Sultan Haji Ahmad Shah                       | Kuantan (Pahang)              | 10 febbraio 1968 | Pahang FM. |
| Complesso radiotelevisivo Tuanku Muhammad                              | Seremban (Negeri Sembilan)    | 16 agosto 1990   | Negeri FM. |
| Dipartimento radiotelevisivo dello Stato di Malacca                    | Malacca City (Malacca)        | 1º aprile 1946   | Melaka FM. |
| Complesso di informazione e radiotelevisivo Sultan Iskandar            | Johor Bahru (Johor)           | 4 giugno 1966    | Johor FM. |
| Palazzo Kuching RTM                                                    | Kuching (Sarawak)             | 7 giugno 1954    | TV Okey, Sarawak FM, Red FM, Wai FM Iban, Wai FM Bidayuh, sede principale dello Stato di Sarawak, sede dei programmi TV dello Stato e degli studi di produzione del notiziario. |
| Dipartimento radiotelevisivo di Sri Aman                               | Simanggang (Sarawak)          | 21 ottobre 1982  | Sri Aman FM. |
| Dipartimento radiotelevisivo di Sibu                                   | Sibu (Sarawak)                | 7 dicembre 1974  | Sibu FM. |
| Palazzo dell'Autorità dello sviluppo di Old Bintulu                    | Bintulu (Sarawak)             | 12 aprile 2011   | Bintulu FM. |
| Dipartimento radiotelevisivo di Miri                                   | Miri (Sarawak)                | 2 settembre 1975 | Miri FM. |
| Dipartimento radiotelevisivo di Limbang                                | Limbang (Sarawak)             | 17 aprile 1971   | Limbang FM. |
| Dipartimento radiotelevisivo di Labuan                                 | Labuan                        | 31 agosto 1986   | Labuan FM. |
| Complesso integrato del Ministero delle Comunicazioni e dei Multimedia | Kota Kinabalu (Sabah)         | 9 novembre 1955  | TV Okey, Sabah FM, Sabah V FM, sede principale dello Stato di Sabah, studi di produzione dei programmi televisivi e del telegiornale dello Stato. |
| Casa federale di Keningau                                              | Keningau (Sabah)              | 1º gennaio 2009  | Keningau FM. |
| Palazzo federale Sandakan                                              | Sandakan (Sabah)              | 5 gennaio 1992   | Sandakan FM. |
| Dipartimento radiotelevisivo di Tawau                                  | Tawau (Sabah)                 | 31 agosto 1987   | Tawau FM. |

### Divisioni e testate
- Testata giornalistica – raccolta e produzione di telegiornali e programmi di attualità.
- Divisione serie televisive – produzione di serie televisive e film per la TV.[162]
- Divisione intrattenimento – produzione di programmi di intrattenimento e spettacoli di varietà.

### Direttori generali
- H.W. Jackson (1946–1955)
- David Little (1955–1959)
- Albert Read (1959–1969)
- Dol Ramli (1969–1975)
- Abdullah Mohamad (1975–1986)
- Zain Mahmood (1986–1987)
- Jaafar Kamin (1988–1999)
- Ali Musa Sulaiman (1999–2003)
- Abd Rahman Hamid (2003–2009)
- Ibrahim bin Yahya (2009–2011)
- Norhyati Ismail (2011–2014)
- Abu Bakar Ab. Rahim (2014–2018)
- Abdul Muis Shefii (2018–2019)
- Nor Yahati Awang (2020–2021)
- Ruzain Idris (2021–2022)
- Che Roslan Che Daud (2022–2023)
- Suhaimi Sulaiman (2023–presente)

### Membri del Consiglio d'amministrazione
Al 2023:
- Putri Joliana Yaacob, vicedirettore generale (operazioni di trasmissione)
- Nasaruddin Abdul Mutalib, vicedirettore generale (strategie)
- Khairim Shahril Mat Khalid, direttore della Divisione amministrazione
- Saifuzzaman Yusop, direttore della Divisione programmi radio
- Abdull Hadi Mohd Yusoff, direttore della Divisione programmi televisivi
- Ahmad Afandi Abu Hasim, direttore della Divisione controllo rete multicanale e centro di trasmissione
- Ismail Sulaiman, direttore della Divisione tecnica
- Mokhzani Ismail, direttore della Divisione musicale
- Ismail Seman, direttore della Divisione sviluppo strutture
- Sharimah Abu Bakar, direttore della Divisione tecnologie di produzione
- Kamal Roslim, direttore della Divisione marketing e promozione
- Nor Sanusre Ramli, direttore della Divisione pubbliche relazioni
- Ivan Toh Swee Ming, direttore della Divisione media digitali interattivi

### Direttori dello stato
I direttori dello stato si occupano delle attività giornaliere della filiale specifica dello stato, in ogni stato federato della Malaysia. 
Al 2023:
- Noriza Salleh, direttore di RTM Selangor
- Azman Hashim, direttore di RTM Johor
- Salmah Hashim, direttore di RTM Sabah
- Wan Azhan Wan Hamat, direttore di RTM Sarawak
- Nur Hafizoh Idris, direttore di RTM Kedah
- Sabri Mansor, direttore di RTM Terengganu
- Shaheezam Said, direttore di RTM Kelantan
- Fathilhidayat Ghazali, direttore di RTM Perlis
- Arifin Awang, direttore di RTM Pahang
- Suhana Suratman, direttore di RTM Negeri Sembilan
- Siti Nurbaini Khairi, direttore di RTM Melaka

### Orchestra
Orkestra RTM è l'ensemble musicale di Radio Televisyen Malaysia, fondata nel 1961 come "Orkestra Radio Malaya", ribattezzata "Orkestra Radio Malaysia" nel 1963 e giunta all'attuale nome nel 1969. Produce e interpreta musica in e per programmi di intrattenimento e si esibisce in vari eventi musicali in Malaysia e all'estero. Il famoso direttore d'orchestra Mokhzani Ismail lavora nella sua funzione presso RTM dal 1999. Nel 2011 Orkestra RTM ricevette un riconoscimento dal Malaysia Book of Records come orchestra musicale più longeva in Malaysia.

## Rilevanza culturale
In Malaysia prima dell'avvento della televisione la radio era il medium sul quale la gente faceva maggiore affidamento.
RTM deteneva il monopolio televisivo nel Paese fino al 1984, quando nacque TV3, la prima rete privata, ed era anche l'unica azienda radiofonica legale fino al 1989, quando apparve Best 104. 
Nel 1996 RTM fu tra i primi media del mondo a lanciare un servizio di streaming su internet.
Nonostante l'avvento delle TV e delle radio commerciali (Media Prima, Astro e TV Alhijrah sono i principali gruppi privati) e dei provider digitali, RTM è rimasta uno dei capisaldi nella storia sociale e culturale della Malaysia, avendo "l'obbligo di produrre programmi radio e televisivi in linea con le politiche governative e le aspirazioni della nazione". La creazione di TV2, inoltre, consentì di avere a disposizione spazi anche per programmi che abbracciavano vari generi, come documentari, programmi di religione islamica, di attualità, intrattenimento e sport, o serie televisive come Simfoni Alam, Gerak Khas, My Travel Sight, Mat Despatch, Opah, Forum Perdana Ehwal Islam e Bicara Rakyat. 
Alcuni di questi programmi registrano un discreto impatto sulla società, come Ikon Siarawan, guardato con crescente interesse nel settore dell'emittenza, il cui obiettivo è quello di aiutare le generazioni più giovani a costruire una carriera in questo campo; oppure come Opah, che ha interessato la comunità di lingua malaysiana, per il racconto dell'amore di una nonna nei confronti dei figli e dei nipoti.
RTM ospita anche importanti eventi sportivi, che nel corso del tempo le hanno consentito di raggiungere un livello di competenza tecnica di livello più avanzato. Per esempio, nel 1998 ospitò la 16ª edizione dei Giochi del Commonwealth, comunemente conosciuti come "SUKOM 98", e nel 2001 la 21ª edizione dei SEA Games, durante la quale, per la prima volta, RTM gestì un evento sportivo internazionale con dirette multiple.
Tra i programmi di più lungo corso si annoverano Selamat Pagi Malaysia, trasmesso su TV1 dal 1985, e Panorama, anch'esso su TV1, dal 2002; Anugerah Seri Angkasa, cerimonia di premiazione degli addetti ai lavori nel campo dell'emittenza, andò in onda per la prima volta nel 1972.
La maggior parte dei programmi di RTM sono realizzati dai suoi dipartimenti interni o dalle case di produzione da essa incaricate.
Molte star malaysiane trovano il loro trampolino di lancio alla RTM, attraverso la competizione canora Bintang RTM o nei reality show come Bintang HMI, Bintang Gala 2 e Golden Teen Search, grazie ai quali artisti come Siti Nurhaliza, Dayang Nurfaizah e Liza Hanim sono riusciti a sfondare nell'industria dell'intrattenimento malaysiana.
Anche la radio di RTM ha raggiunto molti traguardi in anni recenti. Radio 4, ribattezzata Traxx FM nel 2001, è stata la prima radio del Paese a trasmettere in diretta la nascita di un bambino, per la quale ottenne un riconoscimento dal Malaysia Book of Records.
Come ogni altra agenzia statale, RTM enfatizza un uso eticamente corretto del bahasa malaysia come lingua ufficiale. 
È anche nota per la diffusione di un grande numero di annunci di servizio pubblico (PSA), molti dei quali provengono da agenzie governative o da RTM stessa, in particolar modo quelli andati in onda nel periodo del governo di Mahathir Mohamad. Dalle sue umili origini, RTM ha realizzato il suo mandato di "compagna fedele" dei malaysiani e di ente "media-friendly", trovando in ciò anche per sé stessa dei "vantaggi sia dal punto di vista dell'esperienza" nel suo "ruolo di radiotelevisione statale che per l'avere una rete di collaborazioni con vari ministeri e altre agenzie governative". Oltre a questo, nel corso degli anni è divenuta maggiormente inclusiva 'aiutando a plasmare una comunità progressista" e a "coltivare i valori di un atteggiamento spiritualmente positivo", cercando di riflettere le diversità della Malaysia.

### Risposta del pubblico
Il lascito di RTM come servizio di radiotelevisione nazionale pubblica è lodato da varie direzioni, nonostante le critiche ricevute in anni recenti. L'ex giornalista sportivo Ahmad Faisal Mohamed Fiah, sulle colonne di Sinar Harian, ha osservato che il contributo di RTM all'industria dell'emittenza è assolutamente innegabile e che "continua prosegue con lo sviluppo e il progresso della nazione".
Intan Soliha Ibrahim della Universiti Malaysia Sabah sostiene, invece, che RTM è stata una "portavoce del governo" e un "cane da guardia del governo nei confronti della comunità".
L'ex Primo Ministro dello Stato di Perak Ahmad Faizal Azumu ha dichiarato che RTM "è rilevante come mai prima nella nuova Malaysia", lodando l'emittente per "il suo ruolo nel diffondere informazione accurata". L'ex Ministro delle comunicazioni e dei multimedia Gobind Singh Deo ha descritto RTM come una società radiotelevisiva "professionale e matura" definendola "un'istituzione". Ha anche sottolineato che RTM ha sempre "preso decisioni in base all'esperienza" acquisita e che "ha sostenuto ogni politica del governo".
Durante il 70º anniversario dell'azienda, nel 2016, l'ex Primo Ministro Najib Razak ha dichiarato che RTM ha svolto un ruolo integrale "nel promuovere l'unità tra la gente di varie razze", che ha "favorito lo sviluppo nazionale" e "coltivato l'immagine di un governo eletto dalla gente".
Il 18 ottobre 2022 l'ambasciatore della Turchia in Malaysia Emir Salim Yuksel, durante una visita ufficiale nella sede di Angkasapuri, ha detto: "RTM è uno dei canali chiave nel fornire notizie alla comunità e così fanno altre case di produzione sotto il suo ombrello".

## Controversie

### Servizio sul massacro di Dili
Il 23 settembre 1992 la messa in onda di un segmento del massacro di Dili del 1991 a Timor Est durante il telegiornale delle 22:00 di TV1 causò oltraggio e scatenò proteste in Indonesia. Il filmato, infatti, mostrava dei soldati indonesiani aprire il fuoco su un gruppo di dimostranti, uccidendo cinquanta persone, e riferiva che la sparatoria aveva fatto seguito ad una invasione da parte dell'Indonesia delle isole di Timor est.
Il Governo dell'Indonesia contestò fortemente il materiale trasmesso dal telegiornale di RTM, sostenendo che fosse un insulto nei confronti del Paese.
In risposta, l'allora Ministro dell'informazione malaysiano Mohamed Rahmat dichiarò che quel filmato "era stato un errore", aggiungendo inoltre che "non intendeva mettere in imbarazzo il Governo indonesiano". Il 27 settembre RTM presentò il materiale all'ambasciata indonesiana a Kuala Lumpur per ulteriori indagini. Quando l'indagine fu completata, Rahmat sostenne che il segmento fosse stato realizzato dallo staff della testata giornalistica di RTM e che la messa in onda fosse "una sua prerogativa". Il ministro tenne anche a precisare che quel filmato non rifletteva la posizione del Governo malaysiano in merito. Il Ministro indonesiano del coordinamento degli affari politici e della sicurezza Muhammad Sudomo ritenne che a questo punto la questione fosse "da considerarsi chiusa".

### Manomissione dello stemma della Royal Malaysia Police
Il 10 settembre 2013, durante un servizio del telegiornale di TV1 Berita Nasional, fu mostrato lo stemma della Royal Malaysia Police (RMP), che riportava il nome di "Polis Raja Di Malaysia" invece di "Polis Di Raja Malaysia". L'allora direttore generale Norhyati Ismail comunicò che in seguito a quel servizio la polizia aveva aperto un fascicolo. RTM, reagì rendendo la lettura pubblica di una lettera di scuse durante il telegiornale di mezzanotte, inviandola poi alla RMP e all'ispettore generale di polizia Khalid Abu Bakar personalmente. Sia la polizia che Abu Bakar accettarono le scuse. Due giorni dopo, fu licenziato un graphic designer di RTM, ritenuto responsabile del danneggiamento dello stemma. Per impedire ulteriori incidenti di questo tipo, RTM, insieme alla commissione disciplinare, tenne una riunione per valutare eventuali misure di sicurezza aggiuntive.